# Протести на Кубі (2021)
Серія протестів проти уряду Куби почалася 11 липня 2021 року в столиці країни Гавані та в інших містах. Приводом стало нормування продуктів харчування і медикаментів і їх нестача в країні, що особливо гостро відчувалося під час найважчої фази пандемії COVID-19 в країні. Протести спалахнули після повідомлень про новий рекорд щоденної захворюваності та смертності.
Спостерігачі охарактеризували протести як значно масштабніші проти протестів 2020 року і найбільші антиурядові демонстрації на Кубі з часів протестів 1994 р., відомих як Малеконасо (названих так на честь набережної в Гавані, де відбулася серія неорганізованих маніфестацій).

## Перебіг подій

### 11 липня
11 липня 2021 р. виникли щонайменше 2 спонтанні демонстрації — у Сан-Антоніо-де-лос-Баньос, передмісті Гавани, і в Пальма-Соріано, у провінції Сантьяго-де-Куба, з виконанням пісні Patria y Vida, що стала знаковою для опозиції кастроізму. У соціальних мережах транслювалися відеоролики протестувальників, які викрикували гасла «Свобода», «Геть комунізм» і «Ми не боїмося», а також вимагали вакцинації. Опозиційні ЗМІ, як-от Martí Noticias, опублікували в соціальних мережах відеоролики протестів на Малеконі в Гавані, у містах Сантьяго, Санта-Клара, Сьєго-де-Авіла, Камагуей, Баямо, Гуантанамо, Сан-Хосе-де-лас-Лахас, Ольгін, Карденас; також були опубліковані відеозаписи демонстрацій за кордоном, наприклад, на площі Пуерта-дель-Соль у Мадриді, Іспанія. Кубинці, які проживають в Чилі, також підтримали протести, зібравшись біля кубинського консульства в країні.
За словами Орландо Гутьєрреса, дисидента-емігранта з Асамблеї кубинського опору, протести відбулися у понад 15 містах Куби. Орландо Гутьєррес попросив уряд США очолити міжнародну інтервенцію, щоб не допустити, аби протестувальники стали «жертвами кровопролиття».
Жителі Сан-Антоніо повідомили, що поліція придушила протестувальників і затримала кількох учасників. Президент Куби Мігель Діас-Канель закликав своїх прихильників вийти на вулиці у відповідь на демонстрації, заявивши про «наказ боротися, революціонери на вулиці» в спеціальній телепередачі, при цьому він також звинуватив Сполучені Штати у безладах. Уряд Куби назвав протести «контрреволюційними»
Рух Сан-Ісідро закликав людей пройти маршем до набережної Малекон в Гавані, а Еріка Гевара-Росас, директор Amnesty International у Північній і Південній Америці, заявила, що в місцях, де люди вийшли на акції протесту, повідомляли про відключення Інтернету, і закликала уряд Мігеля Діас-Канеля поважати право народу на мирні зібрання.